# Himasthla
Himasthla es un género de platelmintos de la clase Trematoda (duelas). Son parásitos que tienen tres etapas en su ciclo de vida, cada una con un huésped. Como huésped intermediarios pueden usar moluscos bivalvos como los berberechos y como huésped finales aves y mamíferos.  El hombre se infecta comiendo moluscos crudos o insuficientemente cocinados.

## Ciclo de vida
El ciclo de vida de Himasthla quissetensis fue descrito por Horace W. Stunkard mediante la infección controlada de ratas, charranes y gaviotas  con metacercarias enquistadas de Himasthla provenientes de moluscos.
Los huevos pasan al exterior con las heces de hospedero final (ave o mamífero). La larva miracidio tarda varias semanas en completar el desarrollo dentro del huevo, tras lo cual emerge y penetra en el molusco hospedero inicial (Nassa obsoleta en el caso de Himasthla quissetensis). El miracidio hace una metamorfosis para convertirse en un esporoquiste, el cual produce una nueva generación, las redias. Las redias producen redias hijas o numerosas cercarias, que es una nueva generación infectiva. La cercaria emerge del molusco, nada y sube a la superficie y luego de hunde hasta el fondo al dejar de nadar. Eventualmente penetra en un molusco, pierde la cola y se enquista. Las cercarias se enquistan en las branquias, manto y pie de numerosos moluscos que servirán para su transferencia a un vertebrado. La efectividad de las cercarias para infectar un huésped transitorio (molusco bivalvo) depende del tamaño que este tenga. Dentro del quiste se produce la metacercaria. Las metacercarias son infectivas en aves o mamíferos luego de tres días después de enquistarse. El quiste sirve para proteger a la larva de los ácidos digestivos del estómago, y la metacercaria emerge en el intestino delgado. Es allí donde se alcanza la madurez sexual y se producen los huevos.

## Especies
Este género incluye aproximadamente 11 especies:
- Himasthla quissetensis (Miller & Northup, 1926)
- Himasthla rhigedana Dietz, 1909,[5] especie tipo
- Himasthla alincia Dietz, 1909
- Himasthla elongata (Mehlis, 1831)
- Himasthla militaris (Rudolphi, 1802)
- Himasthla interrupta  Loos-Frank, 1967
- Himasthla continua  Loos-Frank, 1967
- Himasthla elongata (Mehlis, 1831)
- Himasthla secunda (Nicoll, 1906)
- Himasthla kusasigi Yamaguti, 1939
- Himasthla piscicola Stunkard, 1960
- Himasthla escamosa Diaz, J. I. & Cremonte, F., 2004[6]